# Pothyne paralaosensis
Pothyne paralaosensis là một loài bọ cánh cứng trong họ Cerambycidae.